# Madre Germana 1
Madre Germana 1 é um bairro de Aparecida de Goiânia. que se estende nas duas cidades. É separado do Madre Germana 2 por meio da GO-040.
Os bairro foi fundado a principio para a habitação da até então região de pastagem em 1 de maio de 1996 por Darci Accorsi, o então prefeito de Goiânia na época, antecedido por Nion Albernaz, na qual com o apoio do então governador na mesma época Maguito Vilela é o apoio do "Movimento de Luta Pela Casa Própria" (MLCP) liderado pelos Vereadores Euler Ivo e Isaura Lemos.
Ambos os bairros estão localizado em uma região de grande abundância aquífera, nos quais os mesmo se localizam entre o rio Dourados é a Serra das Areias. Os bairros fazem limites com: Jardim dos Ipês a oeste, Jardim Isaura e Jardim Dom Bosco a Leste, Serra das Areias ao Sul, rio Dourados a Noroeste além de uma grande área de pastagem ao norte.
Em 2012, em conjunto com outros bairros, o Madre Germana 1 foi considerado um dos bairros mais perigosos da região noroeste de Aparecida de Goiânia, segundo a prefeitura de Aparecida de Goiânia e secretaria de segurança publica do estado de Goiás.